# Empoasca saopa
Empoasca saopa är en insektsart som beskrevs av Irena Dworakowska 1976. Empoasca saopa ingår i släktet Empoasca och familjen dvärgstritar.
Artens utbredningsområde är Sudan. Inga underarter finns listade i Catalogue of Life.